# 洪仙玉
洪 仙玉（ホン・ソンオク、朝鮮語: 홍선옥、1950年3月28日 - ）は、朝鮮民主主義人民共和国の女性政治家。朝鮮労働党中央委員会委員、朝鮮社会主義女性同盟中央委員会副委員長、朝鮮対外文化連絡協会副委員長、朝鮮日本軍慰安婦及び強勢連行被害者保障対策委員会委員長、朝鮮半島の平和と自主統一のための北、南、海外の諸政党、団体、個別人士の連席会議北側準備委員会副委員長、6・15共同宣言実践のための南北海外共同行事準備委員会委員、最高人民会議代議員。最高人民会議副議長、従軍慰安婦・太平洋被害者補償対策委員会委員長、日本の過去の清算を求める国際連帯協議会朝鮮委員長、朝鮮-中国親善協会親善協会中央委員会副委員長などを歴任。政務院副総理を務めたホン・ウォンギルの長女。

## 経歴
1950年に平安北道で生まれた。金日成総合大学、国際関係大学卒業。1998年に朝鮮民主女性同盟委員長に就任した。1990年に朝鮮対外文化連絡協会副委員長、朝鮮-中国親善協会中央委員会副委員長、朝鮮-オーストリア親善協会委員長に就任した。2000年に従軍慰安婦・太平洋被害者補償対策委員会委員長に就任した。同年6月に韓国の金大中大統領と北朝鮮の金正日国防委員長（朝鮮労働党総書記）が南北首脳会談を行った際には、大統領夫人の李姫鎬と会談した。
2001年に朝鮮-スウェーデン親善協会委員長、2002年に朝鮮-スイス親善協会委員長、朝鮮-ドイツ親善協会委員長に就任した。2003年に朝鮮日本軍慰安婦及び強勢連行被害者保障対策委員会委員長に就任し、最高人民会議第11期代議員に選出された。2005年に日本の過去の清算を求める国際連帯協議会朝鮮委員長に就任した。2007年に韓国ソウル特別市で開催された第8回日本軍「慰安婦」問題アジア連帯会議に出席するため韓国を訪問し、4・19革命犠牲者の墓地を参拝した。2009年に最高人民会議第12期副議長に選出され、2013年には最高人民会議常任委員会書記長に選出された。
2016年5月6日に開催された朝鮮労働党第7次大会で朝鮮労働党中央委員会委員に選出された。同年7月には朝鮮半島の平和と自主統一のための北、南、海外の諸政党、団体、個別人士の連席会議北側準備委員会副委員長に就任した。

## 参考サイト
- 북한정보포털

| 先代太炯哲 | 最高人民会議常任委員会書記長2013年 - 2018年 | 次代鄭英国 |